# Masoud Hayi Ajondzadeh
Masoud Hayi Ajondzadeh –en persa, مسعود حاجی ‌آخوندزاده– (Mashhad, 29 de abril de 1978) es un deportista iraní que compitió en judo. Ganó dos medallas en los Juegos Asiáticos en los años 2002 y 2006, y cuatro medallas en el Campeonato Asiático de Judo entre los años 1999 y 2008.

## Palmarés internacional
| Juegos Asiáticos    | Juegos Asiáticos      | Juegos Asiáticos  | Juegos Asiáticos |
| Año                 | Lugar                 | Medalla           | Categoría        |
| ------------------- | --------------------- | ----------------- | ---------------- |
| 2002                | Busan (Corea del Sur) | Medalla de oro    | –60 kg           |
| 2006                | Doha (Catar)          | Medalla de bronce | –60 kg           |
| Campeonato Asiático |                       |                   |                  |
| Año                 | Lugar                 | Medalla           | Categoría        |
| 1999                | Wenzhou (China)       | Medalla de bronce | –60 kg           |
| 2001                | Ulán Bator (Mongolia) | Medalla de oro    | –60 kg           |
| 2007                | Kuwait (Kuwait)       | Medalla de oro    | –60 kg           |
| 2008                | Jeju (Corea del Sur)  | Medalla de plata  | –60 kg           |